# Trabazos
Trabazos es un municipio y localidad española de la provincia de Zamora en la comunidad autónoma de Castilla y León. El término municipal tiene una población de 838 habitantes (INE 2024).

## Topónimo
Trabazos es un topónimo que podría haberse formado por el sufijo latino -ācĕus (indicador de proceso constructivo o material) y la base “trabs, trăbis” (viga). Se repite en el portugués Travassos y Travaços. Aludiría, por lo tanto, a una construcción hecha con maderos o troncos. La raíz pervive tanto en el gallego como en el portugués, donde se usa trave con la misma acepción. Sorprende el hecho de que actualmente no perdure en la arquitectura popular de la zona ninguna tradición constructiva basada en tal recurso, si exceptuamos los pontones de madera y las represas. Se conservan recuerdos de puentes de troncos a ambos lados de la frontera con Portugal. Inicialmente se puede dudar si el topónimo se refiere a una obra humana o a un hecho natural. Podría en efecto entenderse Trabazos con la acepción meramente abundancial «lugar abundante en árboles corpulentos» o «arboleda añosa», aprovechable para vigas. Es sabida la importancia de tales componentes constructivos para la edificación, en vigas cumbreras (en portugués, trave de cume), dinteles y puentes. En todo caso, parece preferible pensar en la referencia a un elemento construido hecho de trabes 'troncos', como en el caso asturiano del topónimo Cabanas Trabazas.

## Geografía
Integrado en la comarca de Aliste, se sitúa a 72 kilómetros de la capital provincial. El municipio está formado por el territorio correspondiente a los términos de Latedo, Nuez, San Martín del Pedroso, Trabazos y Villarino Tras la Sierra. El término municipal está atravesado por la carretera nacional N-122, entre los pK 530 y 538, que termina en la frontera con Portugal. Además, cuenta con carreteras locales que permiten la comunicación con los municipios vecinos de Figueruela de Arriba, Viñas y Rábano de Aliste. 
| Noroeste: Portugal | Norte: Figueruela de Arriba | Nordeste: Viñas           |
| Oeste: Portugal    |                             | Este: Rábano de Aliste    |
| Suroeste: Portugal | Sur: Portugal               | Sureste: Rábano de Aliste |

El relieve del municipio está definido por un terreno irregular por el que discurren numerosos arroyos y pequeños ríos. El río Manzanas hace de frontera con Portugal, recibiendo a los afluentes, el río Cuevas y el río Arbedal. La altitud oscila entre los 919 metros al sureste (sierra Casica) y los 510 metros a orillas del río Manzanas. El pueblo se alza a 756 metros sobre el nivel del mar.

## Historia
La existencia de los restos de diversos castros en el municipio, como el de El Pedroso, el de Trabazos, o el de los Fresnos en Nuez, atestiguan el poblamiento humano en el término de Trabazos desde época prerromana, habiendo sido habitados los mismos también en época romana, pues se han encontrado restos de cerámica romana en ellos.
Posteriormente, en la Edad Media estuvo integrado en el Reino de León, hecho que no evitó la existencia de cierto conflicto entre los reinos leonés y portugués en los siglos XII y XIII por el control de esta zona de la frontera.
Ya en la Edad Contemporánea, con la creación de las actuales provincias en 1833, Trabazos fue adscrito a la provincia de Zamora, dentro de la Región Leonesa, la cual, como todas las regiones españolas de la época, carecía de competencias administrativas. Un año después quedó integrado en el partido judicial de Alcañices, dependencia que se prolongó hasta 1983, cuando fue suprimido el mismo e integrado en el partido judicial de Zamora. Tras la constitución de 1978, Trabazos pasó a formar parte en 1983 de la comunidad autónoma de Castilla y León, en tanto  municipio integrado en la provincia de Zamora.

## Geografía humana

### Núcleos de población
El municipio se divide en varios núcleos de población, que poseían la siguiente población en 2024 según el INE.
| Núcleo de población      | Población |
| ------------------------ | --------- |
| Trabazos                 | 373       |
| Nuez                     | 278       |
| San Martín del Pedroso   | 76        |
| Villarino Tras la Sierra | 59        |
| Latedo                   | 49        |

### Demografía
Cuenta con una población de 838 habitantes (INE 2024).
| Gráfica de evolución demográfica de Trabazos entre 1842 y 2021 |
| |
| Población de derecho según los censos de población del INE Población de hecho según los censos de población del INEEntre el censo de 1857 y el anterior, crece el término del municipio porque incorpora a 495086 (Nuez) y 495123 (San Martín del Pedroso) Entre el censo de 1930 y el anterior, crece el término del municipio porque incorpora a 49536 (Villarino Tras la Sierra) |

## Símbolos
El pleno del ayuntamiento de Trabazos, en sesión celebrada en la fecha 30 de marzo de 2007, acordó la aprobación del escudo heráldico y bandera del municipio, con la siguiente descripción:
Escudo Heráldico
Escudo cortado. Partido: 1.º de azur, iglesia de plata mazonada de sable y aclareada de azur. 2.º de gules, fuente de plata. 2.º terciado. 1.º de gules, rueda de molino de plata, 2.º de plata, sierra de sinople. 3.ª de sinople, banda de azur fileteada con molino de plata. Al timbre corona real cerrada.
Bandera municipal
Bandera rectangular de proporciones 2:3, formada por once franjas horizontales, siendo la superior verde y el resto alternadas cinco blancas y cinco rojas en proporciones la verde y las rojas de 1/9 y blancas de 1/15 del ancho.

## Monumentos y lugares de interés
- Iglesia parroquial de San Pelayo, de la que destaca su campanario.
- Ermita de La Soledad, célebre en el municipio por la romería que acoge cada 8 de mayo.
- Crucero situado en las proximidades de la iglesia, con una base formada por tres escalones decrecientes y un grueso pedestal prismático.
- Arquitectura tradicional: el casco urbano de Trabazos conserva interesantes muestras de su arquitectura tradicional en piedra.
- Restos del castro de Trabazos, situado en el paraje denominado "El Castro", se han hallado restos de cerámica prerromana y romana, molinos de piedra manuales y útiles de hierro.

En cuanto a las localidades dependientes del municipio de Trabazos cabe destacar los siguientes monumentos:
- Castro de " El Pedroso", datado en el periodo calcolítico, está declarado Bien de Interés Cultural con categoría de zona arqueológica,[6] y que resulta uno de los poblados fortificados con más importancia, debido a la complejidad de su sistema defensivo. En él, llaman la atención dos grutas: La casa del Moro y la Cueva, que se comunican. En su interior hay petroglifos y se han hallado otros objetos que se remontan a épocas prehistóricas.
- Iglesia de Nuestra Señora de la Asunción, situada en Nuez de Aliste. Ha sido restaurada la fachada y el Pórtico de la entrada, siendo una de las más importantes dentro del municipio. Sus muros y contrafuertes parecen proceder de la primitiva iglesia del siglo XII. Destaca su retablo Mayor con el Cristo (Calvario) del siglo XVII, de tamaño natural. Hay otros cuatro retablos de época barroca. La pila bautismal es de 1586.
- Iglesia de Santiago Apóstol de Latedo.
- Iglesia de Nuestra Señora de las Candelas de Villarino Tras la Sierra.
- Iglesia de San Martín de San Martín del Pedroso.
- Restos del “Castillo de los Frenos” que se trataría de un antiguo castro ubicado en Nuez de Aliste, en el que se encontraron escorias, restos de cerámica prerromana y romana, así como útiles de hierro y monedas.

Asimismo, el municipio dispone de notables parajes naturales, objeto de rutas señalizadas de senderismo.